# Grejzen
Grejzen – (niem. greisen- rozszczepienie) gruboklastyczna skała metamorficzna powstała w procesach metasomatycznych, zbudowana z kwarcu, łyszczyku i topazu. Niekiedy złoża te zawierają kruszec cyny – kasyteryt. Wystąpienia grejzenu w Polsce znajdują się m.in. na Dolnym Śląsku w okolicach Mirskа na Pogórzu Izerskim (blok karkonosko-izerski).

## Skład mineralny
kwarc, muskowit, topaz, szerlit, drawit, fluoryt, mikroklin, ortoklaz, andaluzyt, lepidolit, diaspor, kasyteryt, wolframity, szelit, molibden, bizmutynit, bizmut, rutyl.

## Zastosowanie
Może zawierać złoża wolframu, cyny, molibdenu, berylu i tantalu. Źródło atrakcyjnych okazów minerałów. Czasem jako kruszywo drogowe.